# Mediana de Voltoya
Mediana de Voltoya település Spanyolországban, Ávila tartományban. Mediana de Voltoya Ávila, Berrocalejo de Aragona, Tolbaños és Ojos-Albos községekkel határos. Lakosainak száma 117 fő (2024).

## Népesség
A település népessége az utóbbi években az alábbiak szerint változott:
| Lakosok száma | 113  | 109  | 107  | 109  | 103  | 100  | 106  | 112  | 119  | 117  |
|               | 2001 | 2004 | 2006 | 2009 | 2011 | 2014 | 2016 | 2019 | 2021 | 2024 |